# Elecciones municipales de 2016 en Concepción
Las elecciones municipales de Concepción de 2016 se realizarán el 23 de octubre de 2016, así como en todo Chile, para elegir a los responsables de la administración local, es decir, de las comunas. En el caso de la capital de la Región del Biobío, esta elige a su alcalde y a 10 concejales.
Estas elecciones a nivel nacional presenta la particularidad de ser la más cuantiosa en cuanto a candidaturas, no siendo ajeno a ello la comuna de Concepción sumando en total 95 candidatos aceptados (5 de alcaldes y 90 de concejales, esta última cifra de por sí bastante alta).

## Definición de candidaturas
Luego que por 3 elecciones seguidas la Unión Demócrata Independiente ganara la alcaldía de Concepción (2000, 2004, 2008), en la pasada elección del 2012 la Concertación recuperó el sillón edilicio encabezado por el en ese entonces concejal demócrata cristiano Álvaro Ortiz Vera, y además con la mayoría de concejales electos (6, contra los 4 de la Alianza por Chile).
Para esta oportunidad, la Nueva Mayoría (coalición que agrupó a la antigua Concertación junto con otros tres partidos) durante el transcurso del 2015 y 2016 ha ido plegando tras el actual alcalde, el último en hacerlo fue el MAS Región. Fuera de la Nueva Mayoría ha sido el Partido Progresista el que ha dado también apoyo a Álvaro Ortiz.
La coalición Chile Vamos (pacto que agrupa a la antigua Alianza por Chile junto con el PRI y el nuevo partido Evolución Política), luego de muchas especulaciones de quien sería el definitivo, determinó que su candidato a alcalde sería definido mediante primarias legales.
A ello, se suma la actual concejala independiente (ex DC) Alejandra Smith, quien luego de infructuosos intentos por levantar su candidatura dentro de su partido, renunció a su partido; y al histórico dirigente social Juan Polizzi, quien levantó su candidatura luego de la derrota del grupo "Pro-Comuna Andalién" en la consulta ciudadana hecha para saber la opinión de los vecinos sobre la creación de la nueva comuna de Andalién. En el caso de Polizzi recibió los apoyos del Partido Humanista, Revolución Democrática y Partido Igualdad, además de algunos candidatos a concejal de otros pactos; mientras que Smith oficialmente no fue apoyada por partidos políticos, sin perjuicio que recibió apoyos específicos de diversos candidatos a concejal.
Amplitud, partido encabezado por la senadora Lily Pérez, anunció la candidatura de la corredora de propiedades Yolanda González, representando al pacto "Chile Quiere Amplitud", sumando a su vez, candidatos a concejal por la misma comuna.

### Primarias de Chile Vamos
Estas se desarrollaron el 19 de junio de 2016. En ella, el candidato de la UDI Cristian Van Rysselberghe, hermano menor de los parlamentarios Jacqueline y Enrique van Rysselberghe, salió electo frente a las candidaturas del concejal RN Héctor Muñoz y de los independientes Juan Antonio Kelly (apoyado por el PRI) y Gonzalo Arroyo (apoyado por Evópoli).
| #                          | Candidato                         | Partido                    | Votos | %      | Resultado |
| -------------------------- | --------------------------------- | -------------------------- | ----- | ------ | --------- |
| 1.                         | Cristian van Rysselberghe Herrera | UDI                        | 2534  | 49,31% | Nominado  |
| 2.                         | Héctor Muñoz Uribe                | RN                         | 1599  | 31,12% |           |
| 3.                         | Juan Antonio Kelly Viveros        | IND                        | 357   | 6,95%  |           |
| 4.                         | Gonzalo Ignacio Arroyo Contreras  | IND                        | 649   | 12,63% |           |
| Votos válidamente emitidos | Votos válidamente emitidos        | Votos válidamente emitidos | 5139  | 92,43% |           |
| Votos nulos                | Votos nulos                       | Votos nulos                | 291   | 5,23%  |           |
| Votos en blanco            | Votos en blanco                   | Votos en blanco            | 130   | 2,34%  |           |
| Total de votos             | Total de votos                    | Total de votos             | 5560  | 100%   |           |

## Candidatos
El 7 de agosto de 2016 el Servicio Electoral publicó las candidaturas aceptadas y rechazadas.

### Alcalde
En definitiva, se inscribieron 5 candidaturas a alcalde:
| Nueva Mayoría                                                               | Nueva Mayoría                                                               | Chile Vamos                                                                                    | Chile Vamos                                                                                    | Chile Quiere Amplitud    | Chile Quiere Amplitud    | Candidatura independiente                                                     | Candidatura independiente                                 |
| --------------------------------------------------------------------------- | --------------------------------------------------------------------------- | ---------------------------------------------------------------------------------------------- | ---------------------------------------------------------------------------------------------- | ------------------------ | ------------------------ | ----------------------------------------------------------------------------- | --------------------------------------------------------- |
|                                                                             |                                                                             |                                                                                                |                                                                                                |                          |                          |                                                                               |                                                           |
| Álvaro Ortiz                                                                | PDC                                                                         | Cristian Van Rysselberghe                                                                      | UDI                                                                                            | Yolanda González         | AMPL                     | Juan Polizzi                                                                  | Alejandra Smith                                           |
| Actual alcalde de Concepción (2012-2016) Concejal de Concepción (2004-2012) | Actual alcalde de Concepción (2012-2016) Concejal de Concepción (2004-2012) | Ganador primarias Chile Vamos Hermano de exalcaldesa, hoy senadora Jacqueline Van Rysselberghe | Ganador primarias Chile Vamos Hermano de exalcaldesa, hoy senadora Jacqueline Van Rysselberghe | Corredora de propiedades | Corredora de propiedades | Dirigente social de Barrio Norte Exlíder del movimiento "Barrio Norte Comuna" | Actual concejala de Concepción (2008-2016) Exmilitante DC |

### Concejales
En Concepción se elige 10 concejales. En total fueron 93 candidaturas inscritas, la más cuantiosa en la historia de la comuna; de estas fueron aceptadas 90 candidaturas (86 en primera instancia por SERVEL, y 4 en segunda instancia por el Tribunal Electoral), mientras que 3 fueron rechazadas en forma definitiva luego de que los candidatos respectivos no apelaran dentro de plazo o fueran rechazadas en segunda instancia su apelación.
| B. Nueva Mayoría para Chile - Partido Demócrata Cristiano - 6. Jaime Monjes - 7. Fabiola Troncoso - 8. Boris Negrete - 9. Sebastián Morales - 10. Rodrigo Bustos - Partido Socialista de Chile - 11. Sonnia Flores - 12. Patricia García - 13. Eugenio Molina - 14. Cristian Ruiz - 15. José Vallejos C. Poder Ecologista y Ciudadano - Independientes - 16. Juan Mayorga - 17. Ximena Larenas - 18. Fabiola Vásquez - 19. Alicia Fuentes - 20. Julio Ibáñez - 21. Miguel Bustos G. Con la Fuerza del Futuro - Subpacto PRSD-Independientes - Partido Radical Socialdemócrata - 22. Ricardo Tróstel - 23. Rodrigo Vera - 24. Eduardo de la Barra - Independientes - 25. Sergio Muñoz - 26. Guillermo Herrera - Subpacto IC-MAS-Independientes - MAS Región - 27. Jorge Aguayo - Independientes - 28. Víctor Fernández - 29. Luis Veloso - 30. Alberto Cisternas - 31. Mario Reyes H. Chile Vamos RN e Independientes - Renovación Nacional - 32. Joaquín Eguiluz - 33. Héctor Muñoz - 34. Zulema Abarzúa - 35. Francisco Arcaya - 36. Miguel Berríos - 37. Luisa Catalán - 38. Yanina Contreras - 39. Gabriel Fuentealba - 40. Luis Garcés - 41. Saúl González | I. Chile Quiere Amplitud - Amplitud - 42. Daniel Medina - 43. Camilo Pérez J. Chile Vamos PRI-Evópoli-Independientes - Subpacto Evópoli-Independientes - Evolución Política - 44. Ana Luz Maldonado - 45. Fernando Díaz - 46. Nolasco Aravena - Independientes - 47. Mary Donoso - 48. Roberto Sanhueza - 49. Luis Uribe - 50. Denisse Arteaga - 51. Javier Guzmán L. Chile Vamos UDI-Independientes - Unión Demócrata Independiente - 52. Patricio Kuhn - 53. Christian Paulsen - 54. Sigrid Ramírez - 55. Alejandro Echeverría - 56. Lilian Flores - 57. José Lizama - 58. Carlos Morales - 59. James Argo - 60. Emilio Armstrong M. Pueblo Unido - Subpacto Igualdad para Chile - Partido Igualdad - 61. Claudia Arriagada - 62. Héctor Arriagada - 63. Javier Sandoval - 64. Sebastián Valdés - 65. Ronald Valenzuela - Independientes - 66. Yuset Aranda - 67. Ricardo Sanhueza - 68. Claudio Rivera | O. Yo Marco por el Cambio - Subpacto PRO-Independientes - Partido Progresista - 69. Sergio Sanhueza - 70. Marcel Canales - 71. Patricia Ulloa - Independientes - 72. Silvia Rojas - 73. Alexis Silva - 74. Natalia Conejero - 75. Diego Ferrada - 76. Sandra Cid - 77. Francklin Rivas - 78. Sergio Palma P. Alternativa Democrática - Subpacto Humanistas e Independientes - Partido Humanista - 79. Rubén Marcos - 80. Daniel Rojas - 81. Patricia Beltrán - 82. Kruptian Martin - Independientes - 83. Claudia Monje - 84. Leonardo Matamala - 85. Sergio Lara - 86. Fátima Aillón S. Nueva Mayoría por Chile - Subpacto PCCH-Independientes - Partido Comunista - 87. Alex Iturra - 88. Julio Lobos - 89. Gastón Fierro - 90. Cristián Cornejo - Independientes - 91. Ernestina Gatica - Subpacto PPD-Independientes - Partido por la Democracia - 92. Elena Díaz - 93. Scarlet Hidalgo - 94. Leodan Zapata - Independientes - 95. Jimena Jorquera - 96. Raúl Ruiz Vallejos |

## Resultados

### Elección de alcalde
| #                          | Candidato                         | Partido                    | Votos  | %       | Resultado |
| -------------------------- | --------------------------------- | -------------------------- | ------ | ------- | --------- |
| E-1.                       | Alvaro Ortiz Vera                 | DC                         | 25 224 | 46,74 % | Electo    |
| F-2.                       | Cristian Van Rysselberghe Herrera | UDI                        | 18 196 | 33,72 % |           |
| I-3.                       | Yolanda González                  | AMPL                       | 805    | 1,49 %  |           |
| 4.                         | Juan Polizzi Contreras            | IND                        | 5120   | 9,49 %  |           |
| 5.                         | Alejandra Smith Becerra           | IND                        | 4.620  | 8,56 %  |           |
| Votos válidamente emitidos | Votos válidamente emitidos        | Votos válidamente emitidos | 53 965 | 95,46 % |           |
| Votos nulos                | Votos nulos                       | Votos nulos                | 1757   | 3,11 %  |           |
| Votos en blanco            | Votos en blanco                   | Votos en blanco            | 807    | 1,43 %  |           |
| Total de votos             | Total de votos                    | Total de votos             | 56 529 | 100 %   |           |

### Elección de concejales
Elección por listas
| Lista                                      | Pacto o partido                          | Sigla                       | Votos  | %     | Cand.? | Conc.? | ± C.? |
| ------------------------------------------ | ---------------------------------------- | --------------------------- | ------ | ----- | ------ | ------ | ----- |
| B                                          | Nueva Mayoría para Chile                 |                             | 13 956 | 27,50 | 10     | 4      | –1    |
|                                            | PDC e independientes                     | PDC                         | 11 149 | 21,97 | 5      | 3      | –1    |
| PS e independientes                        | PS                                       | 2 807                       | 5,53   | 5     | 1      | ±0     |       |
| C                                          | Poder Ecologista y Ciudadano             |                             | 2 171  |       | 6      | 0      | ±0    |
| G                                          | Con la Fuerza del Futuro                 |                             | 3 577  |       | 10     | 1      | +1    |
|                                            | PRSD e independientes                    | PRSD                        | 2 163  |       | 5      | 1      | +1    |
|                                            | IC, MAS Región e independientes          | MAS-IC                      | 1 414  |       | 5      | 0      | ±0    |
| H                                          | Chile Vamos RN e Independientes          | RN                          | 8 896  |       | 10     | 2      |       |
| I                                          | Chile Quiere Amplitud                    | AMPL                        | 319    |       | 2      | 0      |       |
| J                                          | Chile Vamos PRI-Evópoli e Independientes |                             | 2 027  |       | 8      | 0      |       |
|                                            | Evópoli e independientes                 | EVOPOLI                     |        |       |        |        |       |
| PRI e independientes                       | PRI                                      |                             |        |       |        |        |       |
| L                                          | Chile Vamos UDI e Independientes         | UDI                         | 9 290  |       | 10     | 2      |       |
| M                                          | Pueblo Unido                             |                             | 1 368  |       | 8      | 0      |       |
|                                            | Igualdad para Chile                      | PI                          |        |       |        |        |       |
| Independientes unidos                      | ILM                                      |                             |        |       |        |        |       |
| O                                          | Yo Marco por el Cambio                   |                             | 1 012  |       | 10     | 0      |       |
|                                            | Partido Progresista e independientes     | PRO                         | 1 012  |       | 10     | 0      |       |
| P                                          | Alternativa Democrática                  |                             | 1 783  |       | 8      | 0      |       |
|                                            | Humanistas e independientes              | PH                          | 1 368  |       | 5      | 0      |       |
| Liberales e independientes                 | PL                                       | 415                         |        | 3     | 0      |        |       |
| S                                          | Nueva Mayoría por Chile                  |                             | 5 805  |       | 10     | 1      |       |
|                                            | Partido Comunista e independientes       | PCCh                        | 3 273  |       | 5      | 1      |       |
| Partido por la Democracia e independientes | PPD                                      | 2 532                       |        | 5     | 0      |        |       |
| Total de votos válidos                     | Total de votos válidos                   | Total de votos válidos      | 49 956 | 90,21 |        |        |       |
| Votos nulos                                | Votos nulos                              | Votos nulos                 | 2 351  | 4,25  |        |        |       |
| Votos en blanco                            | Votos en blanco                          | Votos en blanco             | 3 065  | 5,54  |        |        |       |
| Total de sufragios emitidos                | Total de sufragios emitidos              | Total de sufragios emitidos | 55 372 | 100   |        |        |       |

En cursiva los concejales en ejercicio al momento de la elección. Por orden de votación, los candidatos que sacaron por sobre el 1% de los votos:
| #                          | Candidato                       | Partido                    | Pacto    | Votos  | %       | Resultado        |
| -------------------------- | ------------------------------- | -------------------------- | -------- | ------ | ------- | ---------------- |
| B-7.                       | Fabiola Troncoso Alvarado       | DC                         | NMpCh    | 3 788  | 7,58 %  | Electa Concejala |
| H-33.                      | Hector Muñoz Uribe              | RN                         | ChV-RN   | 3 718  | 7,44 %  | Electo Concejal  |
| B-6.                       | Jaime Monjes Farías             | DC                         | NMCh     | 3 625  | 7,26 %  | Electo Concejal  |
| H-32.                      | Joaquín Eguiluz Herrera         | RN                         | ChV-RN   | 2 357  | 4,72 %  | Electo Concejal  |
| L-60.                      | Emilio Armstrong Delpín         | UDI                        | ChV-UDI  | 1 863  | 3,73 %  | Electo Concejal  |
| L-53.                      | Christian Paulsen Espejo-Pando  | UDI                        | ChV-UDI  | 1 860  | 3,72 %  | Electo Concejal  |
| L-52.                      | Patricio Kuhn Artiguez          | UDI                        | ChV-UDI  | 1 799  | 3,60 %  |                  |
| B-8.                       | Boris Negrete Canales           | DC                         | NMpCh    | 1 536  | 3,07 %  | Electo Concejal  |
| B-9.                       | Sebastián Morales Henríquez     | DC                         | NMpCh    | 1 354  | 2,71 %  | [ n 4 ]          |
| S-87.                      | Alex Iturra Jara                | PCCh                       | NMxCh    | 1 195  | 2,39 %  | Electo Concejal  |
| L-59.                      | James Argo Chávez               | UDI                        | ChV-UDI  | 1 050  | 2,10 %  |                  |
| S-90.                      | Cristian Cornejo Moraga         | PCCh                       | NMxCh    | 969    | 1,94%   |                  |
| L-54.                      | Sigrid Ramírez Arias            | UDI                        | ChV-UDI  | 954    | 1,91 %  |                  |
| S-95.                      | Jimena Jorquera Fuentealba      | ILS-PPD                    | NMxCh    | 923    | 1,85 %  |                  |
| B-12.                      | Patricia García Mora            | PS                         | NMpCh    | 875    | 1,75 %  | Electa Concejala |
| H-38.                      | Yanina Contreras Álvarez        | RN                         | ChV-RN   | 834    | 1,67 %  | [ n 3 ] [ n 6 ]  |
| P-83.                      | Claudia Monje Vidal             | ILP                        | AlterDem | 792    | 1,59 %  |                  |
| S-92.                      | Elena Díaz Islas                | PPD                        | NMxCh    | 747    | 1,50 %  |                  |
| L-58.                      | Carlos Morales Villalobos       | UDI                        | ChV-UDI  | 738    | 1,48 %  |                  |
| C-18.                      | Fabiola Vásquez Yáñez           | ILC                        | PEC      | 726    | 1,45 %  |                  |
| B-10.                      | Rodrigo Bustos Henríquez        | DC                         | NMpCh    | 723    | 1,45 %  | [ n 2 ]          |
| G-22.                      | Ricardo Tróstel Provoste        | PRSD                       | CFF      | 639    | 1,28 %  | Electo Concejal  |
| J-44.                      | Ana Luz Maldonado Aguayo        | EVO                        | ChV-PE   | 587    | 1,18 %  |                  |
| B-11.                      | Sonnia Flores Ibañez            | PS                         | NMpCh    | 584    | 1,17 %  |                  |
| B-14.                      | Cristian Ruiz Zenteno           | PS                         | NMpCh    | 563    | 1,13 %  |                  |
| G-25.                      | Sergio Muñoz Muñoz              | ILG-PRSD                   | CFF      | 542    | 1,08 %  |                  |
| G-29.                      | Luis Veloso Bustos              | ILG-MAS                    | CFF      | 533    | 1,07 %  |                  |
| H-34.                      | Zulema Abarzua Calabrano        | RN                         | ChV-RN   | 509    | 1,02 %  | [ n 5 ]          |
| H-41.                      | Saul Gonzalez Cáceres           | RN                         | ChV-RN   | 505    | 1,01 %  | [ n 6 ]          |
|                            | 62 candidatos por debajo del 1% |                            |          | 12 847 | 26,39 % |                  |
| Votos válidamente emitidos | Votos válidamente emitidos      | Votos válidamente emitidos |          | 49 956 | 90,21 % |                  |
| Votos nulos                | Votos nulos                     | Votos nulos                |          | 2 351  | 4,25 %  |                  |
| Votos en blanco            | Votos en blanco                 | Votos en blanco            |          | 3 065  | 5,54 %  |                  |
| Total de votos             | Total de votos                  | Total de votos             |          | 55 372 | 100 %   |                  |

### Concejo Municipal 2016 - 2021
El Concejo Municipal de Concepción, para el periodo entre el 6 de diciembre de 2016 y el 27 de junio de 2021, quedó compuesto por:
| Alcalde Álvaro Ortiz Vera PDC               |                                     |
| Concejala Fabiola Troncoso Alvarado PDC     | Concejal Joaquín Eguiluz Herrera RN |
| Concejala Patricia García Mora PS           | Concejal Hector Muñoz Uribe RN      |
| Concejal Ricardo Tróstel Provoste PRSD      | Concejal Boris Negrete Canales PDC  |
| Concejal Emilio Armstrong Delpín UDI        | Concejal Jaime Monjes Farias PDC    |
| Concejal Christian Paulsen Espejo-Pando UDI | Concejal Alex Iturra Jara PCCh      |

(*): Orden según ubicación en el Salón de Honor "Regidor Carlos Contreras Maluje" del edificio principal de la Municipalidad de Concepción, lugar donde usualmente se realizan las sesiones del Concejo Municipal